# Glypta delicatula
Glypta delicatula är en stekelart som beskrevs av Kuslitzky 2007. Glypta delicatula ingår i släktet Glypta och familjen brokparasitsteklar. Inga underarter finns listade i Catalogue of Life.